# Tuxedomoon
Tuxedomoon (рус. «Луна в смокинге») — экспериментальная постпанк/нью-вейв группа, образованная в Сан-Франциско, Калифорния. Основные члены группы — Блэйн Рейнингер, Стивен Браун и Питер Принципл.

## История группы
Группа была сформирована в 1977 году мультиинструменталистами Блэйном Рейнингером и Стивеном Брауном (в то время обучавшимися электронной музыке в колледже Сан-Франциско) при технической поддержке видео-художника Томми Тадлока. Группа играла в салонах, сопровождая выступления театрального коллектива Angels of Light. Благодаря театральным связям Брауна, Tuxedomoon наладили сотрудничество с вокалистами Gregory Cruikshank, Victoria Lowe, и, особенно, с Winston Tong. Благодаря группе Devo, Tuxedomoon уже в 1978 году получили некоторую известность. С участием гитариста Michael Belfer и барабанщика Paul Zahl был записан первый мини-альбом под названием «No Tears». Чуть позже Winston Tong и Michael Belfer временно покинули группу, а в коллектив вошел бас-гитарист Peter Principle.
В 1979 году группа заключила контракт с лейблом Ralph Records. Были выпущены следующие альбомы — «Half Mute» в 1980 and «Desire» в 1981. После этого группа, на некоторое время остановившись в Роттердаме, переехала в Брюссель, полагая, что их музыка лучше соответствует европейской электронной сцене. Вскоре группа написала музыку к балету Мориса Бежара, которая была выпущена в 1982 году в виде альбома под названием «Divine».
В 1983 Рейнингер оставил группу, решив заняться сольной карьерой, а трубач Люк Ван Лишаут вошел в коллектив. В 1985 Tuxedomoon выпустили свой самый коммерчески успешный альбом «Holy Wars». Вскоре после этого Тонг вновь покинул группу. С участием мультиинструменталиста Ивана Георгиева были записаны два следующих альбома группы — «Ship of Fools» (1986) и «You» (1987). На протяжении 1990-х годов группа была малоактивна, формально не заявляя о своём распаде. 20 июля 2004 возродившиеся Tuxedomoon, в составе Блэйна Рейнингера, Стивена Брауна, Питера Принципла и Люка Ван Лисхоута, выпустили новый студийный альбом «Cabin in the Sky». С тех пор группа продолжает активно работать, записаны альбомы «Bardo Hotel Soundtrack» (2006) и юбилейный «Vapour Trails» (2007).

## Дискография

### Студийные альбомы
- Half Mute, 1980
- Joeboy in Rotterdam, 1981
- Desire, 1981
- Divine, 1982
- Suite En Sous-Sol-Time to Lose, 1982
- Holy Wars, 1985
- Ship of Fools, 1986
- You, 1987
- The Ghost Sonata, 1991
- Joeboy in Mexico, 1997
- Soundtracks — Urban Leisure, 2002
- Cabin in the Sky, 2004
- Bardo Hotel Soundtrack, 2006
- Vapour Trails, 2007
- Pink Narcissus, 2014

### Синглы и мини-альбомы
- Pinheads on the Move, 1978
- No Tears, 1978
- The Stranger, 1979
- Scream With a View, 1979
- What Use?/Crash, 1980
- Dark Companion/59 to 1 Remix, 1980
- Urban Leisure (flexi), 1980
- Une Nuit au Fond de la Frayere, 1981
- What Use? — remix, 1982
- Why is She Bathing?, 1982
- Time to lose, 1982
- Short Stories, 1982
- Soma, 1984
- Tales from the New World, 1984
- Boxman, 1987
- You, 1987
- No Tears '88, 1988
- Michael’s Theme, 1988